# الجيش الإمبراطوري والملكي خلال الحروب النابليونية

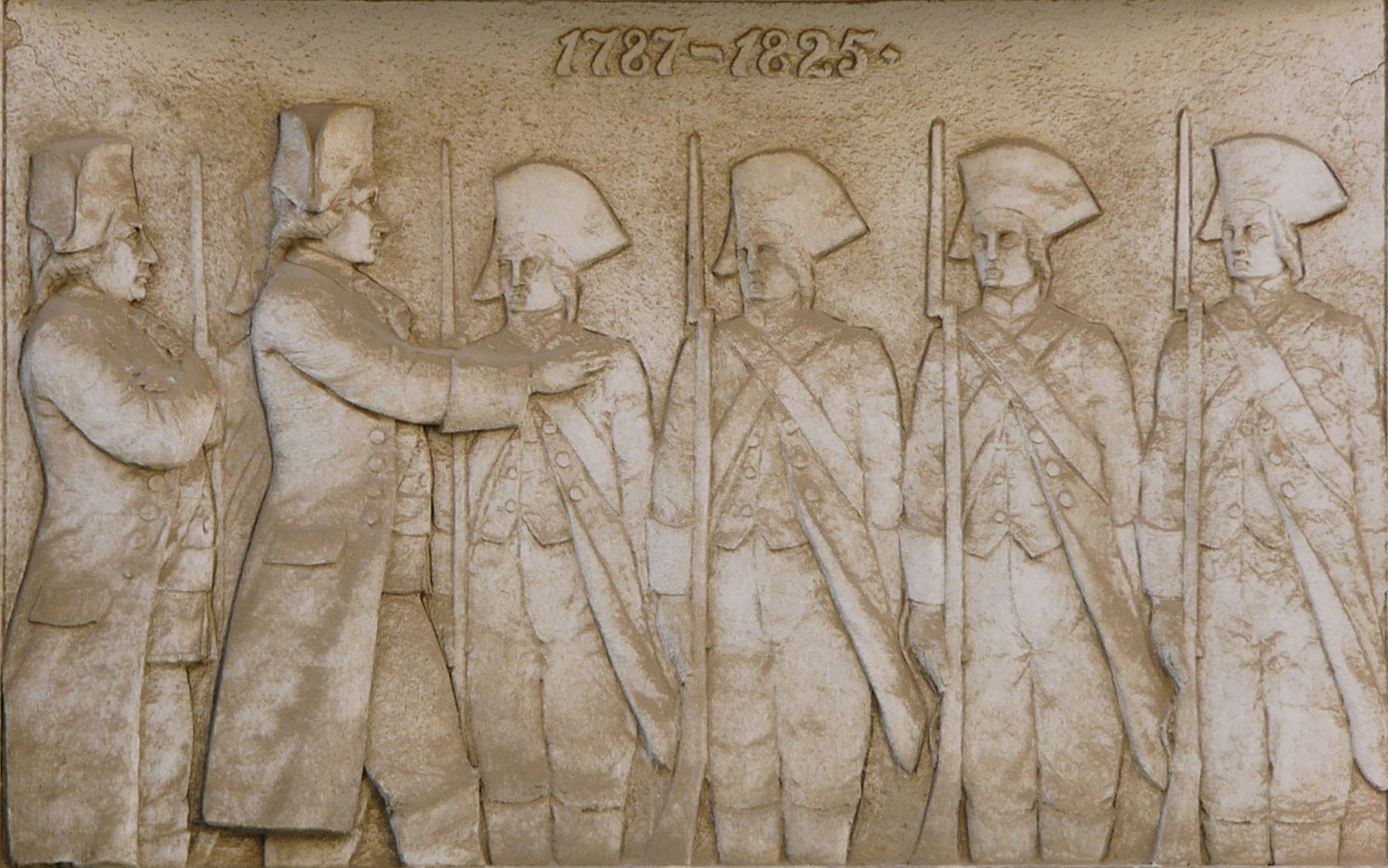
الجيش الإمبراطوري والملكي

عُرف الجيش الإمبراطوري والملكي أو الجيش الإمبراطوري النمساوي بالمعنى الدقيق للكلمة بأنه القوة المسلحة التابعة للإمبراطورية الرومانية المقدسة الخاضعة لحكم العاهل الأخير، إمبراطور هابسبورغ فرانتس الثاني، بيد أنه تألف في الواقع من جميع جيش هابسبورغ تقريبًا. عندما احتُلّت الإمبراطورية الرومانية المقدسة في عام 1806، اكتسب الجيش لقب جيش الإمبراطورية النمساوية تحت حكم العاهل ذاته، والذي يُعرف حاليًا بفرانسيس الأول إمبراطور النمسا.

## خلفية
جرى العمل باسم «الجيش الملكي الإمبراطوري» منذ عام 1745، إذ يشير مصطلح «الملكي» إلى المملكة الرسولية في المجر، التي لم تكن جزءًا من الإمبراطورية الرومانية المقدسة، ولكنها خضعت لحكم هابسبورغ.
ضم جيش الإمبراطورية النمساوية خلال الحروب الثورية والنابليونية (1792-1815) العديد من جنسيات الأقاليم المختلفة، ونظرًا لتلك السمة البارزة فيه، جرى تقسيم الكتائب إلى وحدات ألمانية (التي ضمت قوات تشيكية مُجنّدة من بوهيميا ومورافيا وسيليزيا، وقوات بولندية وأوكرانية مُجنّدة من أقاليم غاليسيا، وقوات الفلمنج والالوالون من إقليم هولندا النمساوية السابق، وقوات إيطالية) ووحدات هنغارية (التي ضمت قوات من كرواتيا وترانسيلفانيا).
أسفر التجنيد الإجباري عن وجود عناصر من الرجال غير المدربين في كل كتيبة، وهي مشكلة تفاقمت جراء عدم اتساق التدريب في مختلف المناطق. عانى الجيش من الهشاشة الحكومية المستمرة والعديد من عمليات إعادة تنظيمه. عُينت لجنة محكمة عسكرية لمدة ست سنوات من عام 1795 (والتي عُرفت بلجنة نوستيتز رينيك، وأونتيربيرجر منذ عام 1798) لإجراء اصلاحات شاملة في التجهيزات العسكرية، وابتكرت نمط الزي الموحد الأكثر بساطة عام 1798، والمتمثل بالخوذة المتوجة الشهيرة وسلاح المسكيت النموذجي، والمنسوخ من النمط الفرنسي لعام 1777. على الرغم من حل بعض الكتائب في عام 1809 عقب فقدانها قواعد تجنيدها، خُصّصت مناطق جديدة لكتائب أخرى مع الاحتفاظ بتصنيفاتها القديمة، على سبيل المثال، الكتائب الفالونية التي نُقِلت مناطق تجنيدها إلى غاليسيا.
حقق الجيش أبرز انتصاراته على الفرنسيين في معارك نيرفندن وفورتسبورغ وستوكاش وكالديرو وأسبيرن-إسلينغ ولايبزج، بينما أُلحقت به هزائم كبرى في معارك جيمابس وفلوروس وريفولي ومارنجو وهوهينلندن وأولم وأوسترليتز وفاغرام.
كان الأرشيدوق كارل أقوى أفراد جيش الإمبراطورية النمساوية أثناء تلك الفترة، والذي نفذ إصلاحات تحديث واسعة النطاق، ولا سيما في أعقاب الهزيمة الساحقة التي لحقت بالجيش في معركة أوسترليز. كان كارل مسؤولًا عن تحقيق الهزيمة الساحقة التي لحقت بنابليون في معركة أسبيرن-إسلينغ، ولكنه تقاعد من القيادة عقب هزيمته في معركة فاغرام.